# William Martínez (actor)
William Martínez (nacido como William Rivera Martínez), es un actor filipino nacido en Manila. Es conocido por interpretar el personaje de Ton-Ton en la película de culto en Bagets y Bagets 2.

## Vida personal
Estuvo casado con la actriz Yayo Aguila, a quien la conoción en el fil de película de culto en Bagets. Además él tiene dos hermanos, el actor Albert Martínez y Ronnie Martínez.

## Filmografía
- City After Dark (1980) – Alex
- Tambay sa Disco (1980)
- Summer Love (1981)
- Carnival Queen (1981)
- Pabling (1981) – Berto
- Boystown (1981) – Arnel
- Oh, My Mama (1981)
- Bihagin: Bilibid Boys (1981) – Luga
- Bilibid Gays (1981) – Luga
- Hindi Kita Malimot (1982) – Edwin
- Galawgaw (1982) – Truman
- Summer Holiday (1982)
- Ito ba ang ating mga anak (1982)
- No Other Love (1982)
- Story of Three Loves (1982) – Brando
- Mother Dear (1982) – Ake
- Forgive and Forget (1982) – Dennis
- I Love You, I Hate You (1983) – Bitoy
- Santa Claus Is Coming to Town! (1982)
- Parang Kailan Lang (1983)
- To Mama with Love (1983) – Dodjie/Menandro
- Minsan, may isang ina (1983)
- Friends in Love (1983)
- D' Godson (1983)
- Bagets (1984) – Tonton
- Daddy's Little Darlings (1984)
- Kaya Kong Abutin ang Langit (1984) – Daryll Revilla
- Teenage Marriage (1984)
- Anak ni Waray vs Anak ni Biday (1984) – Joey
- Bagets 2 (1984) – Tonton
- Shake Rattle & Roll (1984) – Dodong
- Alapaap (1984)
- Mga Kuwento ni Lola Basyang (1985) – Mike
- Gamitin mo ako (1985) – Mike
- Inday Bote (1985) – Greggy
- Bomba Arienda (1985)
- Hindi mo ako kayang tapakan (1986)
- Inday-Inday sa Balitaw (1986) – Cleto
- The Graduates (1986)
- When I Fall in Love (1986)
- Payaso (1986)
- Bunsong Kerubin (1987) – Larry
- Jack en Poy Hale-hale Hoy (1987)
- Maria Went to Town! (1987) – Barok
- Stupid Cupid (1988) – Jorge
- Lesson in Love (1990)
- Dino... Abangan ang susunod na... (1993)
- Guwapings dos (1993) – Simon
- Sana'y Laging Magkapiling (1994)
- Sana Maulit Muli (1995) – Nick
- Mara Clara: The Movie (1996) – Gary Davis
- Mortal Kombat (1997)
- Kailan matigil ang putukan (1997)
- Kung Ayaw mo, huwag mo! (1998) – Mike
- Sindak (1999)
- Most Wanted (2000)
- Cool Dudes 24/7 (2001)
- Pangarap ko ang iibigin Ka (2003)
- Umaaraw, Umuulan (2006) – William, Movie Executive
- Twilight Dancers (2006)
- Manila (2009)